# Het Huis Kostverloren aan de Amstel

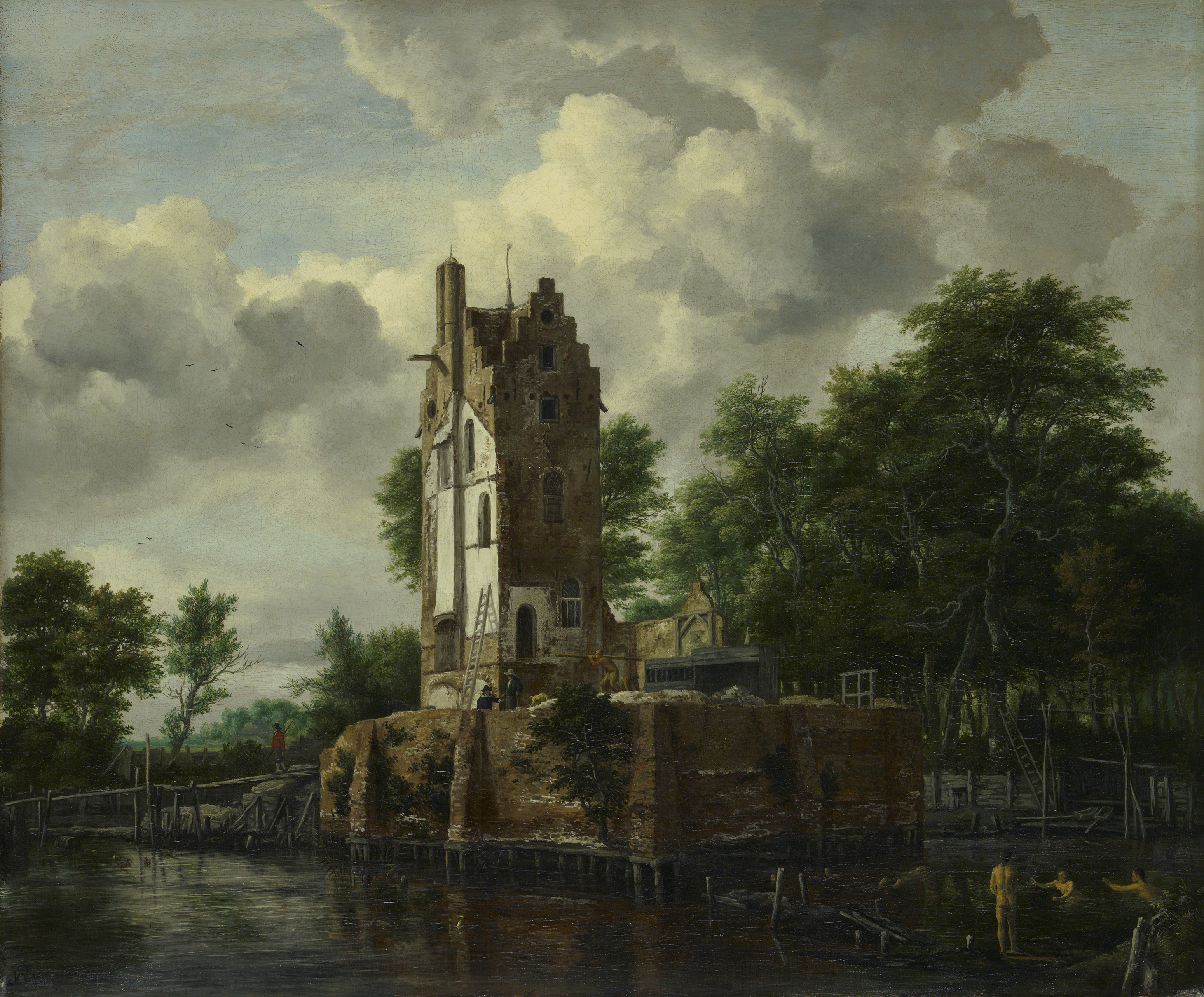
Kostverloren door Ruisdael

Het Huis Kostverloren aan de Amstel is een schilderij van de Nederlandse kunstschilder Jacob van Ruisdael, gemaakt tussen 1660 en 1682, 63 × 75,5 centimeter groot. Het toont de kasteelruïne van het Huis Kostverloren. Het schilderij bevindt zich in de collectie van het Amsterdam Museum, in 1981 verworven met steun van de Vereniging Rembrandt.

## Context
Aan het einde van de vijftiende eeuw werd er aan de Amsteldijk-Noord in de laatste bocht van de Amstel richting Ouderkerk aan de Amstel een buitenplaats en kasteeltje gebouwd, waarschijnlijk als uitbreiding van een reeds bestaande woontoren. Oorspronkelijk stond het bekend als "Brillenburg", waarna de buitenplaats ook wel met "Ruysschenstein" of "Ruyskenstyn" werd aangeduid. Vanaf 1563 wordt echter ook de naam "Huis Kostverloren" gebruikt, zelfs in officiële stukken, hetgeen er op wijst dat veel kosten werden gemaakt om het kasteelgebouw op de weke veengrond in stand te houden. Tussen 1659 en 1664 vond een gedeeltelijke sloop plaats, die nodig was geworden omdat het grondwaterpeil van de aangrenzende Middelpolder was gezakt, waardoor de paalfundering aan de oppervlakte kwam. Direct daarop volgend werd het huis opnieuw opgetrokken, om aan het begin van de achttiende eeuw andermaal grondig te worden verbouwd. In 1822 werd het uiteindelijk definitief voor sloop verkocht en maakte het plaats voor een boerderij met de naam "Sloterdijk".
De schilderachtigheid en prachtige ligging van Kostverloren inspireerde met name in de 17e eeuw diverse kunstschilders, waaronder Rembrandt, Hobbema, Van Kessel en Ruisdael. Ruisdael schilderde het hier besproken werk na de gedeeltelijke sloop die begonnen was in 1659, maar nog vóór de herbouw en daarmee waarschijnlijk dus vóór 1664. In een andere weergave van de ruïne toont Ruisdael Kostverloren vanuit het zuiden, als ets. Dezelfde compositie komt tevens voor bij Hobbema en Van Kessel, van wie de laatste zijn gezicht op Kostverloren in 1664 dateerde. Het lijkt erop dat de drie kunstenaars er rond die tijd gezamenlijk op uit zijn getrokken om het geruïneerde gebouw vast te leggen.

## Afbeelding
Ruisdael schildert zijn gezicht op het onttakelde Kostverloren vanuit het zuidwesten. De Amstel stroomt nagenoeg parallel aan het beeldvlak. Tegen de toren is een ladder geplaatst, hetgeen er op wijst dat er werkzaamheden gaande zijn. Naast de ladder bespreken twee heren de voortgang van het werk, dat nog niet bijzonder gevorderd schijnt te zijn: de palen waarop de bakstenen onderbouw rust, steken nog steeds boven het water uit. De sloop lijkt daarmee nog verre van klaar. Twee mannen voor de toren voeren een balk af. Het gammele bruggetje links lijkt een noodbrug. De drie baders rechtsonder zouden werklui kunnen zijn die zich verfrissen.
Het Huis Kostverloren aan de Amstel zal waarschijnlijk niet in opdracht zijn geschilderd, aangezien de landgoedbezitter waarschijnlijk geen behoefte zal hebben gehad in een weergave van het gebouw in ruïneuze toestand. Ook zijn er directe geen aanwijzingen voor een moralistische boodschap. Niettemin dringt zich wel een vergelijking op met andere werken van Ruisdael, zoals De molen bij Wijk bij Duurstede: door het bouwwerk vanuit onderaanzicht te schilderen, bij een lage horizon en een dreigende wolkenlucht, krijgt het bijna monumentale proporties. De figuren ogen nietig. Het onderstreept de grootsheid van de natuur die getrotseerd moet worden en zet aan tot interpretaties over de vergankelijkheid van het leven.
Bovenal echter moet het tafereel aan de Amstel Ruisdael een pittoresk schouwspel hebben geboden en hebben esthetische motieven waarschijnlijk een doorslaggevende  rol hebben gespeeld bij zijn onderwerpskeuze.

## Galerij

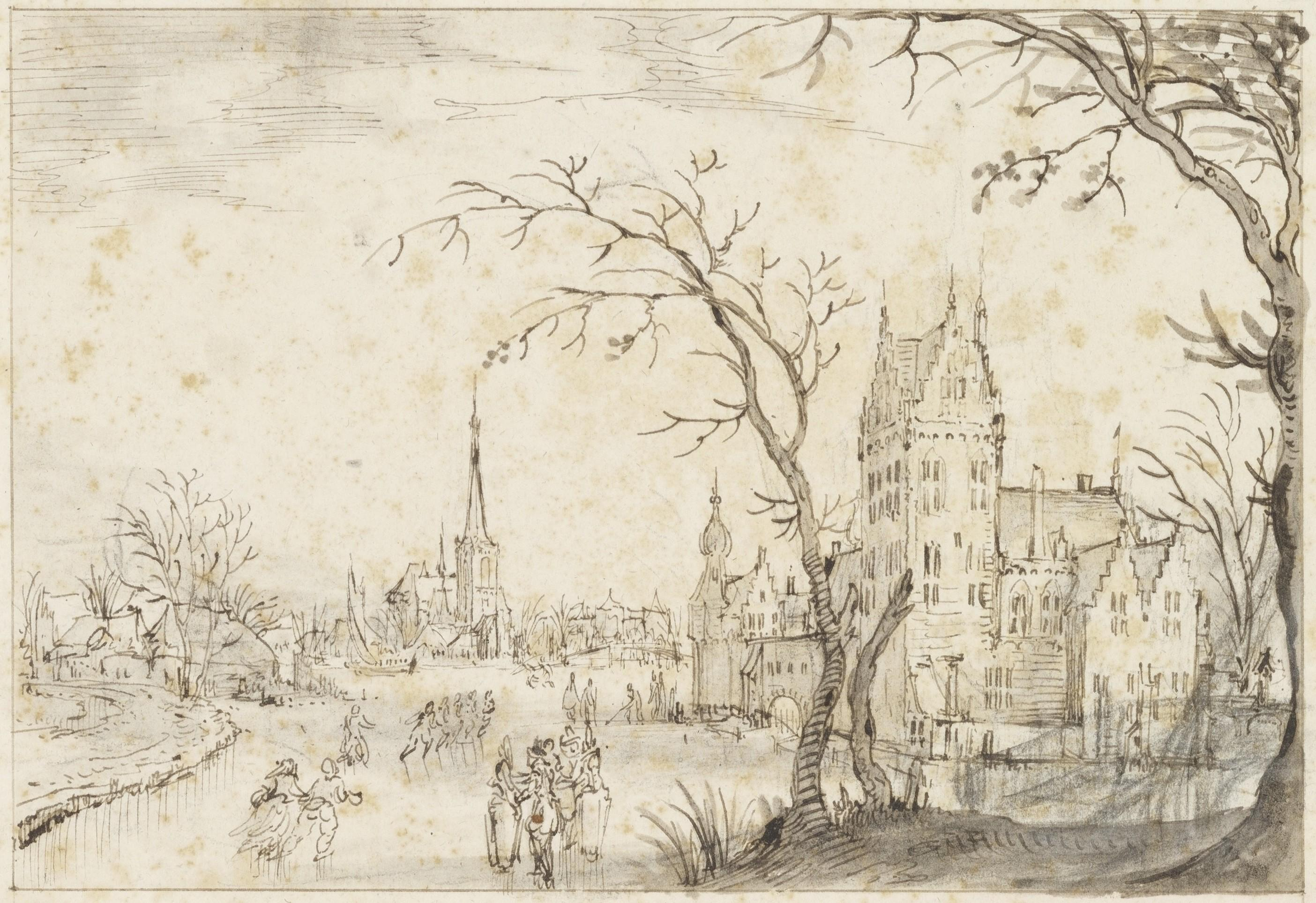
Claes Jansz Visscher: Capriccio van huis Kostverloren aan de Amstel, ca. 1610
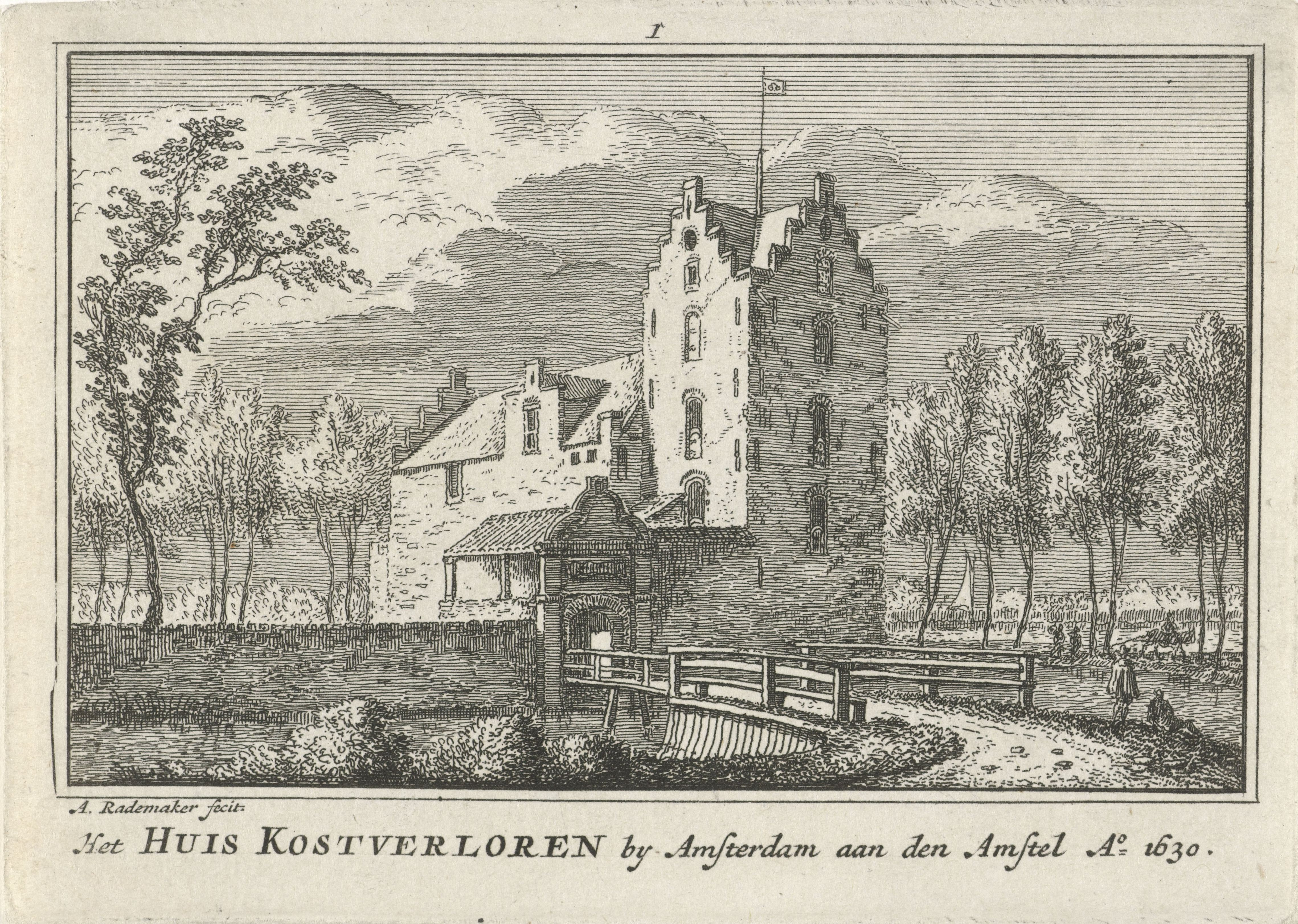
Kostverloren, 1630 door Abraham Rademaker
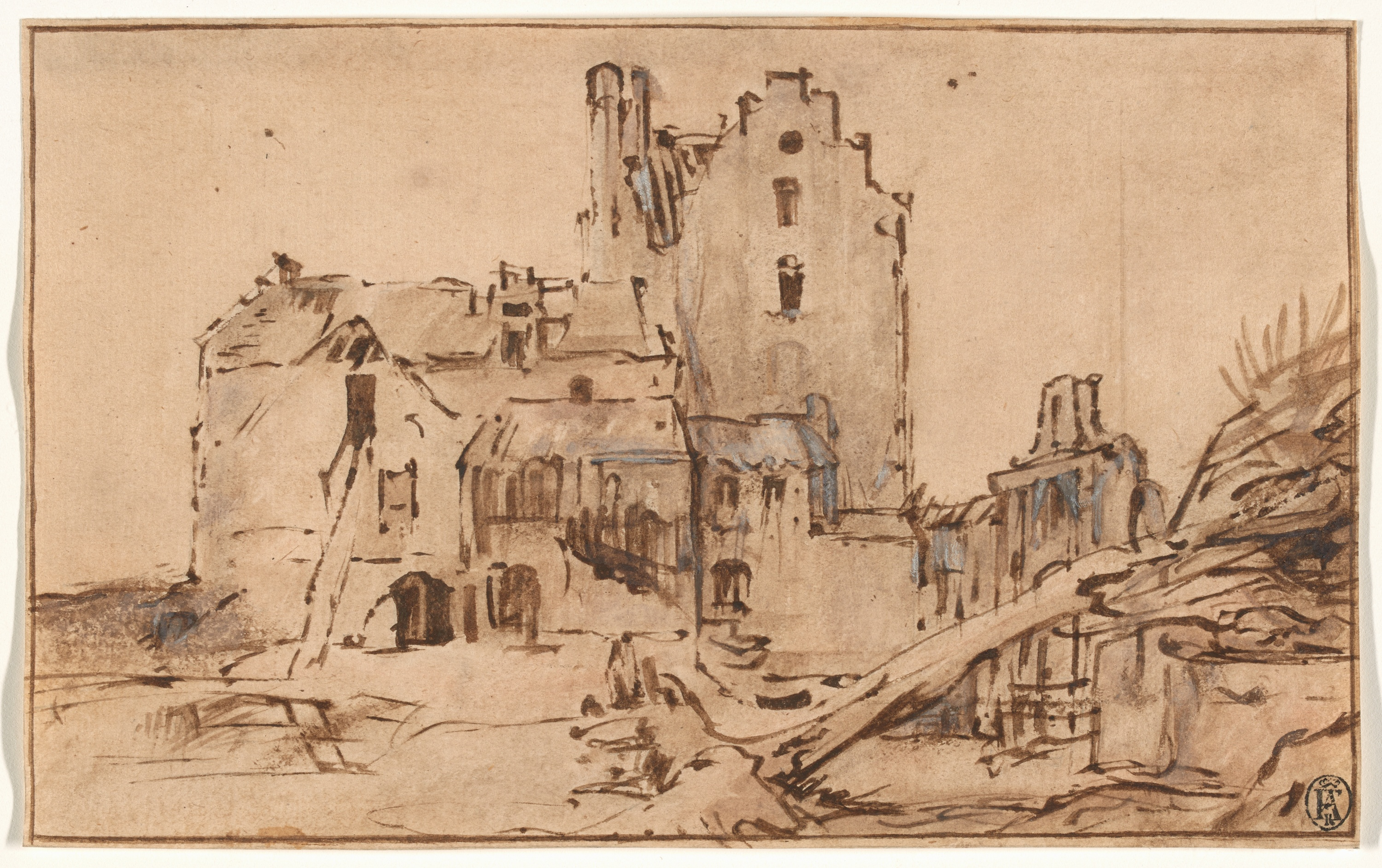
Kostverloren door Rembrandt, ca. 1652
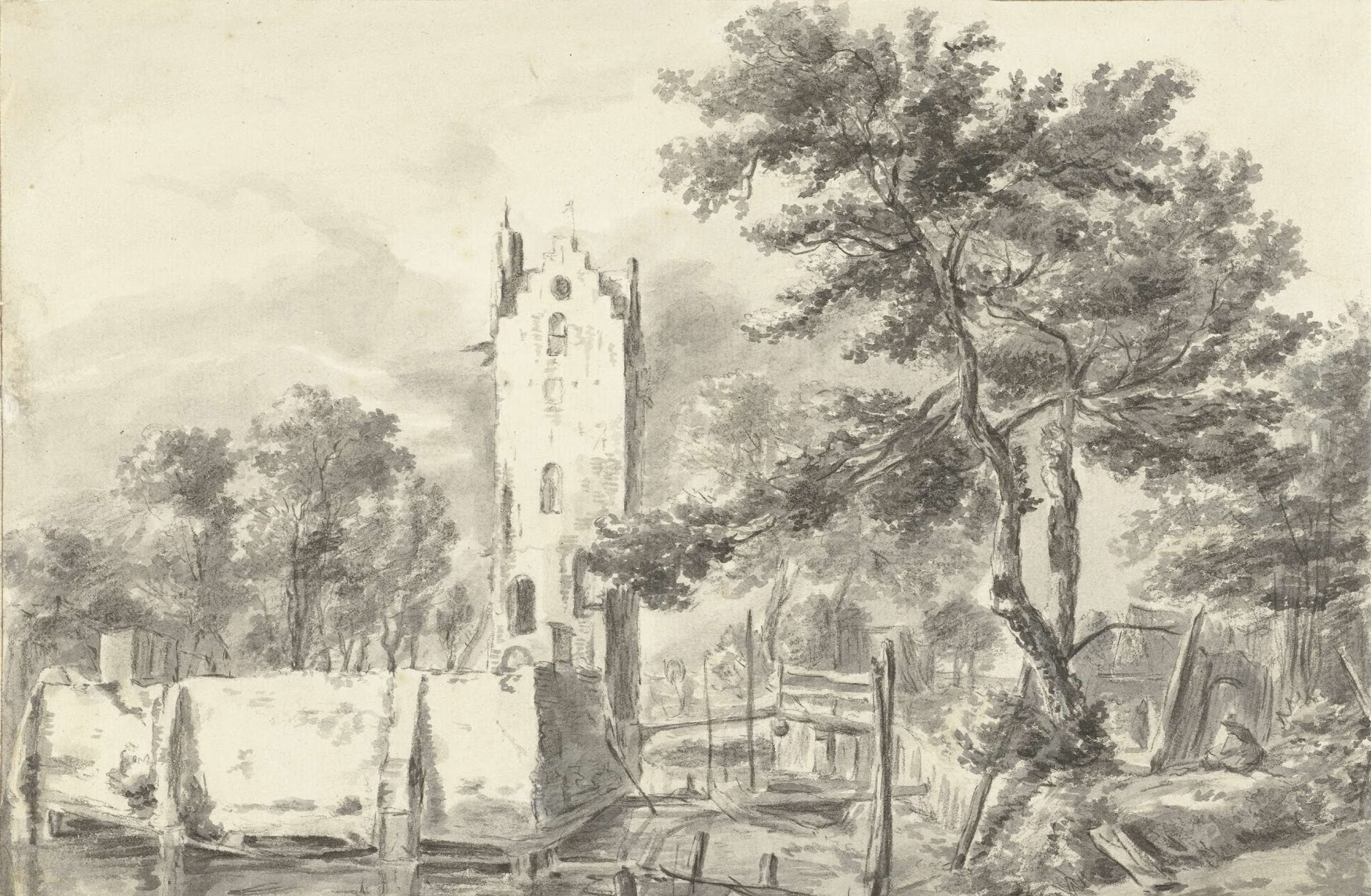
Jan van Kessel naar Ruisdael: Huis Kostverloren aan de Amstel, ca. 1664
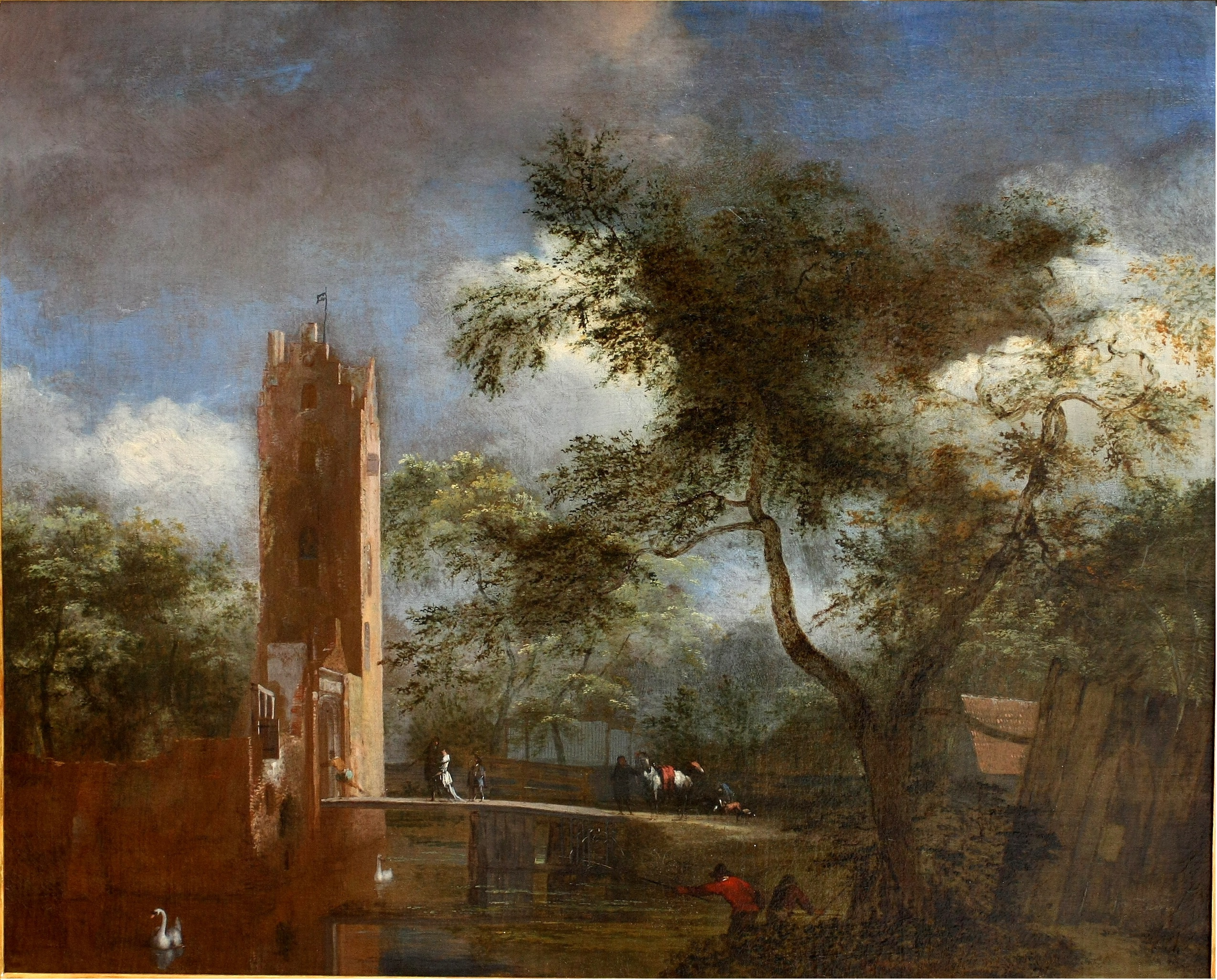
Jan van Kessel: De ruïnes van kasteel Kostverloren, 1664
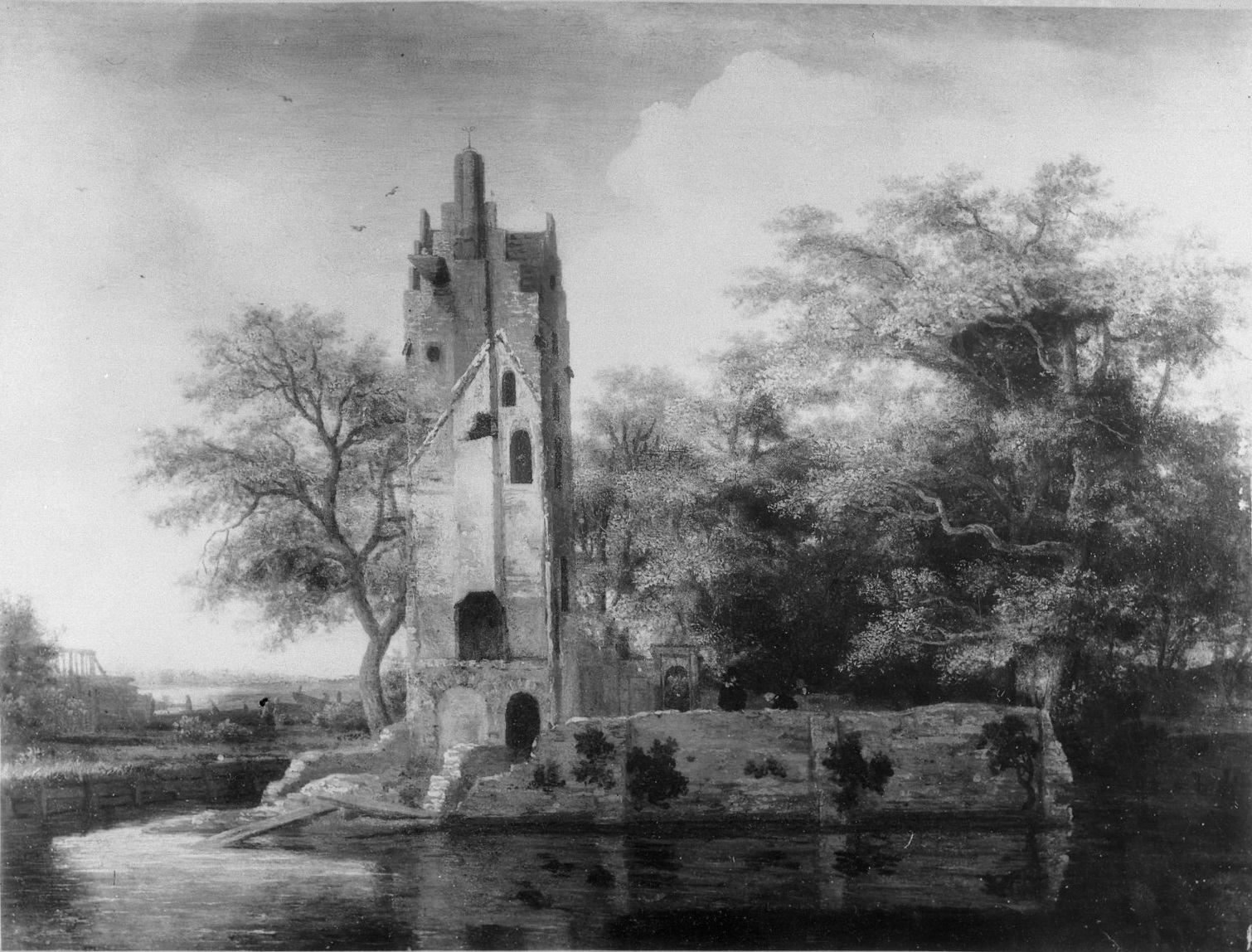
Meindert Hobbema: De ruïnes van kasteel Kostverloren, ca. 1664
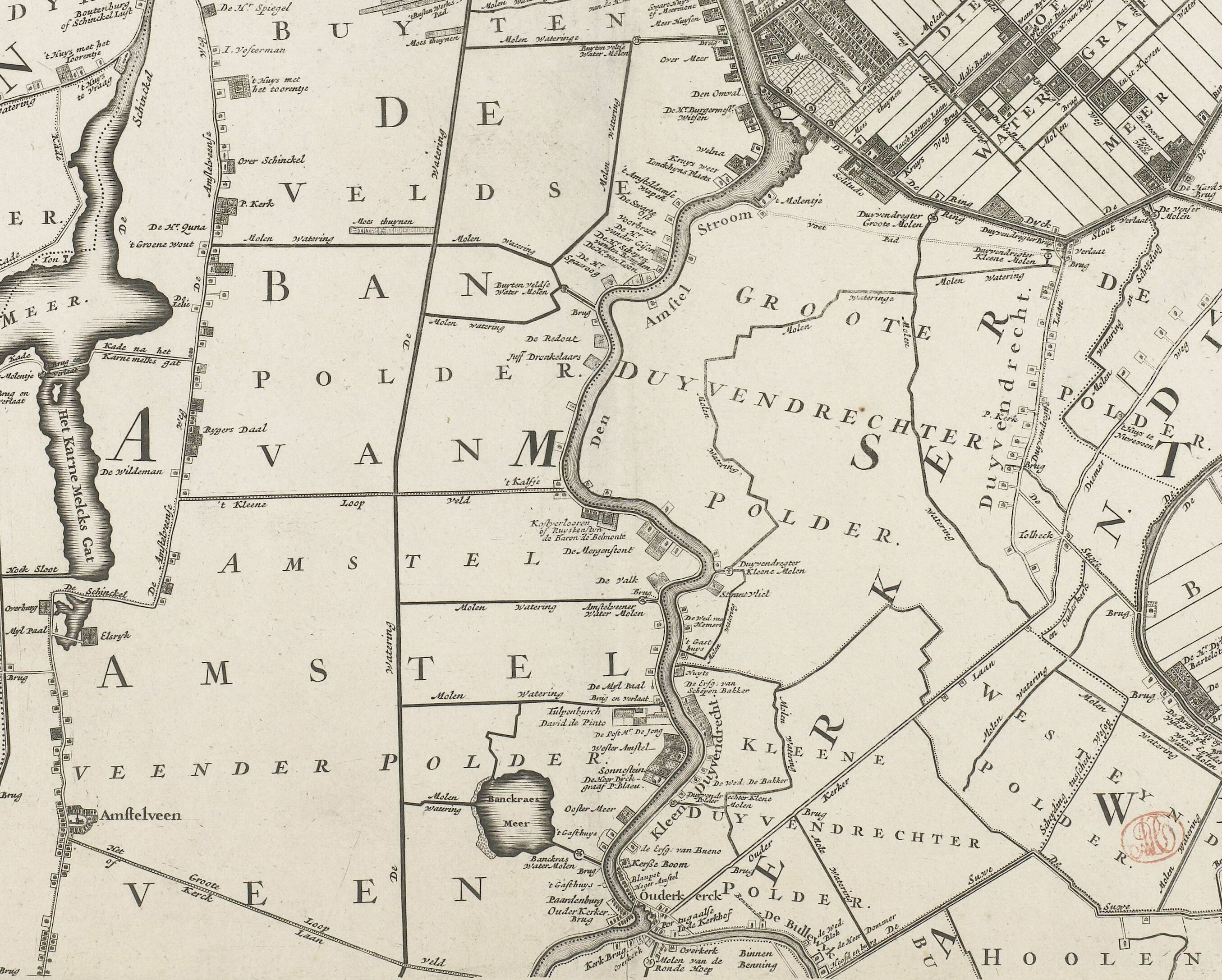
Daniël Stopendael: kaartdeel met Kostverlooren of Ruyskenstyn, ca.1700